# لس برت
لس برت (انگلیسی: Les Barrett؛ زادهٔ ۲۲ اکتبر ۱۹۴۷) بازیکن فوتبال اهل بریتانیا است.
از باشگاه‌هایی که در آن بازی کرده‌است می‌توان به باشگاه فوتبال میلوال، باشگاه فوتبال ووکینگ، و باشگاه فوتبال فولام اشاره کرد.
وی همچنین در تیم ملی فوتبال England U23 بازی کرده‌است.